# صامويل كوتي نيكواي
صامويل كوتي نيكواي (بالإنجليزية: Samuel Kotey Neequaye)‏ (مواليد 5 يوليو 1983) هو ملاكم غاني، مثّل بلاده في الألعاب الأولمبية الصيفية 2008.

## روابط خارجية
صامويل كوتي نيكواي على موقع بوكس ريك (الإنجليزية) (registration required)
- صامويل كوتي نيكواي على موقع أوليمبيديا (الإنجليزية)
- صامويل كوتي نيكواي على موقع اتحاد ألعاب الكومنولث (مؤرشف) (الإنجليزية)
- صامويل كوتي نيكواي على موقع دورة ألعاب الكومنولث 2006 (مؤرشف) (الإنجليزية)